# تونوشو
تونوشو هي بلدية في اليابان، وبلدة في اليابان، تقع في كاغاوا، وميتويو، كاغاوا، بلغ عدد سكانها 13,369 نسمة وذلك حسب إحصائيات سنة 2018، تبلغ مساحتها 74.37 كيلومتر مربع.

## توأمة
لتونوشو اتفاقيات توأمة مع:
- تسوياما